# Schusskreis
Der Schusskreis im Hockey ist ein etwa halbkreisförmiger Raum um das Tor herum. Nur innerhalb des Schusskreises können Tore erzielt werden. Auch in anderen Sportarten gibt es solche Spielfeldräume, sie haben aber jeweils andere Bedeutungen für das Spiel, vgl. → Torraum.

## Der Schusskreis im Hockey

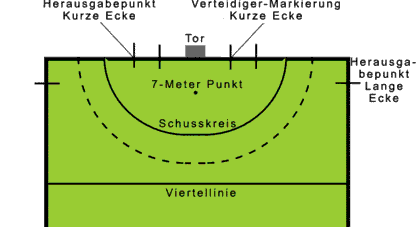

Der Schusskreis beim Hockey besteht aus zwei Viertelkreisen mit einem Radius von 14,63 um den linken und rechten Torpfosten sowie einer, zur Torlinie parallelen, Verbindungslinie. In Abstand von fünf Metern zur Schusskreislinie gibt es eine weitere gestrichelte Linie.
Beim Hallenhockey ist der Aufbau des Schusskreises gleich dem beim Feldhockey, die Entfernung zur Torlinie beträgt jedoch nur neun Meter. Meistens wird die gestrichelte Markierung des Handballfeldes verwendet.
Nur Tore, die innerhalb des Kreises erzielt werden, sind gültig, Schüsse von außerhalb zählen nicht, wenn sie nicht im Schusskreis noch von einem Spieler der angreifenden Mannschaft berührt wurden. Seit der Regeländerung von 2009 wird auch dann ein Tor gezählt, wenn lediglich ein verteidigender Spieler oder der Torwart den Ball berührt, bevor dieser im Tor landet. Das ist dann ein sogenanntes Eigentor. 
Der Schusskreis hat auch auf das Strafmaß bei Regelverstößen Auswirkungen. Mit Ausnahme von schwereren Vergehen wird bei Regelbrüchen außerhalb des Schusskreises nur ein Freischlag vergeben. Innerhalb des Schusskreises ist jedoch bereits ein kleiner Verstoß, zum Beispiel Fuß, Gefährliches Spiel oder Spiel mit der runden Seite, mit einer Strafecke zu ahnden, genauso wie schwere und absichtliche Vergehen im eigenen Viertel.
Absichtliche Regelübertretungen im Schusskreis und Regelverstöße, mit denen ein Tor verhindert wird, zum Beispiel das Spielen des Balles mit mehr als drei Punkten am Boden (Drei-Punkte-Regel) als letzter Mann, werden mit dem sogenannten Siebenmeter geahndet.